# Franciszek Ciświcki
Franciszek Ciświcki herbu Wieniawa (zm. przed 21 lipca 1681) – kasztelan międzyrzecki w latach 1667–1679, kasztelan dobrzyński do 1667 roku, starosta stawiszyński.

## Życiorys
Poseł sejmiku średzkiego na sejm nadzwyczajny 1654 roku. W 1674 roku był elektorem Jana III Sobieskiego z województwa poznańskiego.